# Vera Reynolds
Vera Reynolds (25 de noviembre de 1899 - 22 de abril de 1962) fue una actriz cinematográfica estadounidense de la época del cine mudo. 
Nacida en Richmond, Virginia, se inició como bailarina y trabajó posteriormente como una de las bellezas en traje de baño de Mack Sennett, llegando a ser intérprete habitual de personajes femeninos principales en películas del cine mudo. Actuó en muchos de los primeros filmes producidos por Cecil B. DeMille. Entre las principales películas de Reynolds figuran Feet of Clay (Pies de arcilla), The Golden Bed (La cama de oro) y Prodigal Daughters (Hijas pródigas). La carrera de Reynolds abarcó hasta el año 1932.
Vera estuvo casada con los actores Robert Ellis (1892-1974) y Earl Montgomery. El segundo era un comediante de la compañía de Larry Semon. Ella se divorció de Montgomery en 1926. 
Vera Reynolds falleció en el Motion Picture Country Hospital de Hollywood en 1962, a los 62 años de edad. Fue enterrada en el Valhalla Memorial Park, de North Hollywood.

## Filmografía seleccionada
- Luke's Trolley Troubles (1917)
- The Pest (1922)
- Feet of Clay (Pies de arcilla) (1924)
- The Road to Yesterday (La huella del pasado) (1925)
- The Golden Bed (La cama de oro) (1925)
- The Monster Walks (1932)